# Reinhold Wagnleitner
Reinhold Wagnleitner (* 17. Jänner 1949) ist Außerordentlicher Universitätsprofessor für Allgemeine Geschichte der Neuzeit an der Universität Salzburg.
Von 1979 bis 1980 arbeitete er als Wehrdienstverweiger acht Monate in der Landesnervenklinik Salzburg.
Seit 1975 lehrte er als History Lecturer für Studierende aus den USA und Japan am Salzburg College. Ihm wurde 1988 das „Fulbright Certificate for increasing the mutual understanding between the people of Austria and the people of the United States of America through academic achievement as Fulbright Scholar“ verliehen.
Diese internationale Zusammenarbeit und den Unterricht von amerikanischen Studenten führte er weiter fort – wofür ihm eine Reihe von Preisen verliehen wurde.
1995-96 war er Präsident der Austrian Association for American Studies (Vice-President 1996–1997). 2001 wurde er zum AAAS-Delegierten und Vorstandsmitglied der European Association for American Studies gewählt, im selben Jahr noch wurde sein Projekt „Satchmo Meets Amadeus“ von der Botschaft der USA in Wien für den Preis für „Kulturelle Vielfalt und Toleranz“ ausgewählt.
Für sein Buch „Coca-Colonisation und Kalter Krieg: Die Kulturmission der USA in Österreich nach dem Zweiten Weltkrieg“ wurde ihm 1992 der Ludwig-Jedlicka-Gedächtnispreis für „eine herausragende Leistung aktueller österreichischer Zeitgeschichtsschreibung“ verliehen, auch in Washington wurde diese Arbeit mit einem Preis honoriert.
Wagnleitner verfasste den Leitartikel „Austria, history of, 1978-2000“ für die Encyclopædia Britannica.